# Lakkepalli, Chintamani
Lakkepalli là một làng thuộc tehsil Chintamani, huyện Chikkaballapur, bang Karnataka, Ấn Độ.